# Tuppence Middleton
Tuppence Middleton (Bristol, 21 febbraio 1987) è un'attrice britannica.

## Biografia
Middleton è nata a Bristol il 21 febbraio 1987, figlia di Tina e Nigel Middleton. Ha una sorella maggiore di nome Angel e un fratello minore di nome Josh. È stata chiamata "Tuppence" dal soprannome d'infanzia che sua nonna ha dato a sua madre. È cresciuta a Clevedon, nel Somerset. Ha descritto se stessa da giovane come timida, solitaria e "geek" a scuola, ma "piuttosto rumorosa e sfacciata" a casa; ha trovato nel teatro giovanile uno "sbocco" in cui poteva avere fiducia. Ha frequentato la Bristol Grammar School, dove è stata coinvolta in recite scolastiche come Guys and Dolls. Ha anche frequentato Stagecoach, una scuola di arti dello spettacolo a Portishead. È apparsa in produzioni teatrali locali, inclusa una pantomima con sua sorella alla Princes Hall di Clevedon. Successivamente ha studiato recitazione alla Arts Educational School di Londra, ottenendo una laurea con lode in recitazione. 

## Carriera
La Middleton ha ottenuto un seguito per la sua apparizione nella commedia horror britannica del 2009 Tormented. Il suo personaggio, la caposala Justine Fielding, esce con uno dei ragazzi più popolari della scuola, solo per scoprire che lui e i suoi amici erano responsabili della morte di un compagno di classe. È apparsa anche nella pubblicità del chewing-gum Extra e di Sky TV.
Nel 2010, è stata nominata ai London Evening Standard Film Awards 2010 come esordiente più promettente e ha recitato nel cortometraggio di Samuel Abrahams, nominato ai BAFTA, Connect. Nel 2011, ha interpretato il personaggio di Tanya Green nella sitcom britannica Friday Night Dinner, e Sarah in Sirens. Nel 2012 è apparsa nel film thriller di spionaggio Cleanskin . 
Nel 2013, ha fatto il suo debutto teatrale professionale in The Living Room, prima di interpretare un ruolo minore nel film thriller psicologico di Danny Boyle In trance e di dare una performance molto apprezzata nell'episodio di Black Mirror "Orso Bianco". Nel 2014, dopo aver lavorato al film sull'opera spaziale Jupiter - Il destino dell'universo (2015) di Lana e Lilly Wachowski, si è unita al cast principale della serie di fantascienza Netflix Sense8 (2015-2018). 
Nel 2016, ha recitato nel dramma della BBC Guerra e pace, nel ruolo dell'aristocratica russa principessa Hélène Kuragina. La serie ha ricevuto il plauso della critica. Il Daily Express ha dichiarato: "L'astro nascente Tuppence Middleton assume il ruolo della deliziosamente malvagia Hélène Kuragina, che è la metà del duo incestuoso. Il pubblico ha visto suo fratello diventare un po' troppo intimo con suo fratello nel primo episodio prima che lei la trasformasse. attenzioni a Pierre e ha affondato i suoi artigli dentro di lui. Lei è un personaggio vile che userà e abuserà di Pierre senza pensarci due volte." Andrew Davies, che ha adattato Guerra e pace, ha descritto Hélène di Middleton come "la donna più cattiva in TV al momento". 
Nel 2018, ha recitato nell'opera teatrale di Vicky Jones The One al Soho Theatre di Londra e ha ottenuto la parte di Lucy nel lungometraggio Downton Abbey (2019), che ha poi ripreso in Downton Abbey II - Una nuova era (2022). Nel 2019, ha interpretato il ruolo principale nel dramma misterioso Disappearance at Clifton Hill. Questo film è stato presto seguito dall'horror psicologico Possessor (2020), dalla miniserie storica distribuita da Netflix The Defeated (2020), nota anche come Shadowplay, e dal dramma biografico di David Fincher Mank (2020), in cui ha interpretato la moglie di Herman J. Mankiewicz, il co-sceneggiatore di Citizen Kane (1941). 
Ha narrato i documentari della BBC World Service sullo Spitfire e sulla vita del principe Filippo, duca di Edimburgo rispettivamente nel 2020 e nel 2021. Nel 2021, Middleton ha anche narrato un passaggio coinvolgente all'interno di un tour audiovisivo della storia per Hyde Park a Londra basato sulla Grande Esposizione e scritto da Elizabeth Macneal per l'app mobile BARD EUM. Recentemente ha recitato al fianco di Martin Compston e Rupert Penry-Jones nel film drammatico di ITV1 Our House (2022), e reciterà nel film horror popolare Il signore del disordine con Ralph Ineson e Matt Stokoe, diretto da William Brent Bell. Attualmente recita al National Theatre nel ruolo di Elizabeth Taylor nella commedia diretta da Jack Thorne di Sam Mendes, The Motive and the Cue, accanto a Johnny Flynn nel ruolo di Richard Burton e Mark Gatiss nel ruolo di Sir John Gielgud.

## Vita personale
Middleton soffre di un disturbo ossessivo-compulsivo (DOC) che ha sviluppato all'età di 12 anni. Nel 2021, ha condotto una serie di interviste sull'argomento per BBC Radio 4, in cui ha parlato con uno psicologo clinico e un paio di altre persone alle prese con il disturbo. Middleton ha rivelato che "lotta con routine autoimposte che a volte le impediscono di uscire di casa, così come con conteggi mentali ossessivi e comportamenti di controllo compulsivo". Ha inoltre affermato di soffrire di emetofobia, la paura di vomitare, che aumenta la sua eccessiva preoccupazione per la pulizia. 
Ha negato le voci secondo cui sarebbe imparentata con Kate Middleton, ora Catherine, principessa del Galles.
Nell'agosto 2022 è stato riferito che la Middleton aveva dato alla luce il suo primo figlio con il regista svedese Måns Mårlind.

## Filmografia

### Cinema
- Tormented, regia di Jon Wright (2009)
- Skeletons, regia di Nick Whitfield (2010)
- I segreti della mente (Chatroom), regia di Hideo Nakata (2010)
- Cleanskin, regia di Hadi Hajaig (2012)
- In trance (Trance), regia di Danny Boyle (2013)
- Trap for Cinderella, regia di Iain Softley (2013)
- Colpo d'amore (The Love Punch), regia di Joel Hopkins (2013)
- Non buttiamoci giù (A Long Way Down), regia di Pascal Chaumeil (2014)
- The Imitation Game, regia di Morten Tyldum (2014)
- Jupiter - Il destino dell'universo (Jupiter Ascending), regia di Lana e Andy Wachowski (2015)
- Spooks - Il bene supremo (Spooks: The Greater Good), regia di Bharat Nalluri (2015)
- Edison - L'uomo che illuminò il mondo (The Current War), regia di Alfonso Gomez-Rejon (2017)
- Fisherman's Friends, regia di Chris Foggin (2019)
- Downton Abbey, regia di Michael Engler (2019)
- Possessor, regia di Brandon Cronenberg (2020)
- Mank, regia di David Fincher (2020)
- Downton Abbey II - Una nuova era (Downton Abbey II: A New Era), regia di Simon Curtis (2022)
- Il signore del disordine (Lord of Misrule), regia di William Brent Bell (2023)

### Televisione
- Bones – serie TV, episodio 4x01 (2008)
- First Light, regia di Matthew Whiteman – film TV (2010)
- New Tricks - Nuove tracce per vecchie volpi (New Tricks) – serie TV, episodio 7x06 (2010)
- Friday Night Dinner – serie TV, episodi 1x04-1x06 (2011)
- Sirens – serie TV, 1x01-1x03 (2011)
- Sinbad – serie TV, 4 episodi (2012)
- Lewis – serie TV, episodi 7x01-7x02 (2013)
- Spies of Warsaw – miniserie TV, 4 episodi (2013)
- Black Mirror – serie TV, episodio 2x02 (2013)
- The Lady Vanishes, regia di Diarmuid Lawrence – film TV (2013)
- The Great War: The People's Story – miniserie TV, episodio 1x04 (2014)
- Dickensian – serie TV, 20 episodi (2015-2016)
- Guerra e pace (War & Peace) – miniserie TV, 6 episodi (2016)
- Sense8 – serie TV, 23 episodi (2015-2017)
- Philip K. Dick's Electric Dreams – serie TV, episodio 1x03 (2017)
- The Defeated – serie TV, 8 episodi (2020)
- His Dark Materials - Queste oscure materie (His Dark Materials) – serie TV, episodio 3x08 (2022) - voce

## Doppiatrici italiane
Nelle versioni in italiano delle opere in cui ha recitato, Tuppence Middleton è stata doppiata da:
- Valentina Favazza in The Imitation Game, Jupiter - Il destino dell'universo, Philip K. Dick's Electric Dreams, Downton Abbey, Downton Abbey II - Una nuova era
- Valentina Mari in In Trance, Sense8
- Domitilla D'Amico in Guerra e pace, Edison - L'uomo che illuminò il mondo
- Gaia Bolognesi in Mank, Il signore del disordine
- Valentina Perrella in Cleanskin
- Ilaria Latini in Non buttiamoci giù
- Antonella Baldini in Black Mirror